# Societatea medievală
Societatea medievală era organizată de un sistem social și politic cunoscut sub denumirea de feudalism. Acesta a fost un sistem de organizare a societății în care aristocrația agrară și militară stăpânea pământul și țăranii. Structurile s-au impus în toată Europa în etape diferite, dar s-au dezvoltat mai bine  în Franța, în secolele IX-XIV. Nobilii și țărani erau principalele categorii sociale în orânduirea feudală. Nobilii, posesorii de pământuri, dețineau puterea economică și politică. Țăranii, lucrători ai pământului, și-au pierdut, în număr tot mai mare, libertatea, ajungând în șerbie. Alături de aceste categorii, locuitorii orașelor au început să joace un rol tot mai important în viața societății, pe măsură ce s-au dezvoltat meșteșugurile și comerțul.

## Nașterea sistemului feudal
Feudalismul se întâlnește, în forme diferite, atât în Asia (China, Japonia, Persia), cât și în Europa, în condițiile în care statul, incapabil să plătească cu bani serviciul militar al celor care-l apărau, le distribuia pământ. Într-o asemenea situație, statul fiind lipsit de autoritatea necesară, au apărut legături personale, ierarhice, între oameni. Ele au fost impuse de sus în jos muncitorilor neliberi ai pământului, legați de brazdă (foștii sclavi înlocuiți prin șerbi). Aceeași situație economică a adus și în cadrul clasei dominante o solidaritate liber consimțită, reciprocă, așa încât inferiorul (vasalul) primea anumite drepturi, iar superiorul (seniorul) își recunoștea unele îndatoriri. Denumirile de "senior" și "vasal" sunt caracteristice numai pentru Occidentul european, unde s-a dezvoltat forma cea mai timpurie și mai completă a sistemului feudal de relații între membrii clasei stăpânitoare. Starea de război aproape neîntrerupt în care se trăia a favorizat construirea unei elite militare. Numai acești războinici, singurii care aveau libertatea de a-și alege stăpânul, au făurit ordinea de stat feudală. Feuda (sau feudul) reprezenta acel pământ pe care-l primea cineva (vasalul) în anumite condiții de supunere față de mai-marele său (seniorul).
| “                                                 | Nobilii n-au nevoie să suporte constrângerea niciunei puteri. Ei sunt războinici, protectori ai bisericilor, ai celor mari și, deopotrivă, ai celor mici... Cealaltă clasă este aceea a slujitorilor. Aceasta nu dobândește nimic decât cu prețul trudei. Servitorii furnizează lumii întregi bani, haine și mâncare. Casa lui Dumnezeu, pe care o credem una singură, este, deci, împărțită în trei: unii se roagă, alții se luptă, iar ceilalți muncesc. Aceste trei părți, coexistând, nu admit să fie despărțite. | ” |
| — Episcopul Adalberon despre societatea medievală | |   |

Așadar, o organizare care unea undeva, la vârf, toate liniile de supunere și, în același timp, de stăpânire a pământului, cu țăranii care-l lucrau cu tot. De rege, care era cel dintâi împărțitor de pământuri, depindeau marii săi vasali, aceștia fiind totodată seniori pentru o mulțime de vasali mai mici, fiecăruia dintre ei revenindu-i o posesiune de pământ și oameni. Războinicii care luptau călare se numeau cavaleri. Fiind socotiți mai presus de mulțimea de rând, a oamenilor liberi și neliberi, se înrudeau numai între ei și erau mândri de vechimea poziției în care se găseau, moștenită de la strămoșii lor: aceștia erau nobilii.
Paralel cu elita militar, nobiliară, societatea medievală creștină cunoștea și un alt grup respectat, cel al cărturarilor, oameni ai Bisericii (clerici). Viața într-un lăcaș de rugăciune, fie el biserică sau mănăstire, era supusă unor reguli de disciplină aspră, dar echivala cu condiția liberă. Ca mijlocitori între oameni și Dumnezeu, clericii ocupau o poziție privilegiată. Primind numeroase danii de pământuri, așezămintele religioase au devenit proprietare ale unor domenii întinse, pe care le dețineau în deplină folosință, ca și pe șerbii care le cultivau.

## Occidentul Europei
În vremea aceea, pământul era împărțit în moșii mari. Pentru a-l cultiva, nobilii nu mai aveau la îndemână sclavi, ca în antichitate, nici bani pentru a angaja lucrători cu ziua. Ei au fost siliți să-și împartă moșiile în loturi și să le dea în folosință țăranilor. În schimb, țăranii dădeau proprietarului o parte din recoltă și-i lucrau și partea lui de moșie, beneficiind, totodată, de protecția acestuia.
Pentru a porni în campanie, un războinic avea nevoie de un cal puternic de luptă, de armură, scut și spadă. Mai era nevoie de un scutier care să poarte armele și de un cal pentru acesta.
| “                       | Măritului domn..., iar eu... Întrucât este știut de toți cum că eu n-am câtuși de puțin cu ce să mă hrănesc sau să mă pot îmbrăca, de aceea rog milostivirea voastră și voința îmi poruncește ca să mă încredințez ocrotirii voastre și să mă supun. Ceea ce de altfel am și făcut. Anume în așa chip, ca să fiți datori să mă ajutați sau să mă întrețineți atât cu hrană, cât și cu haine cât timp voi putea să vă slujesc și să vă fiu de folos, potrivit condiției celor liberi. | ” |
| — Formulele de la Tours | |   |

Nevoile militare au dat o mare dezvoltare acestui sistem. Pe timpul Carolingienilor, oștenii erau obligați să se echipeze și să se înarmeze pe seama lor. Statul nu le putea da nici arme, nici bani. Dar echipamentul unui călăreț costa scump. Începând cu veacul al IX-lea, armatele nu se mai compuneau decât din călăreți. Pentru a permite oamenilor lor să se echipeze și să se înarmeze, regii au fost siliți să le împartă pământul. Regele era stăpânul întregului pământ și, după tradiția germanică, putea să-l împartă, să-l dea cui dorea. Pământul astfel cedat s-a numit feud, și cel care îl primea avea drept de folosință asupra lui, în schimbul serviciilor aduse.
Adeseori, țăranii liberi, care dețineau sau nu pământ, se închinau unui nobil pentru a obține ocrotirea acestuia.

## Estul Europei
În Europa răsăriteană era răspândit mai ales acel feudalism care a existat în Imperiul Bizantin și în statele balcanice. Boierimea datora slujbă credincioasă domnului țării care era proprietarul întregului pământ. Domnul era atotputernic și toți trebuiau să-i dea ascultare. Boierii erau, în același timp, mari proprietari de pământ, dar și dregători domnești. Din această cauză, boierii participau la administrarea țării. Boierii aveau obligația de a-l însoți pe domn în campaniile sale militare și de a-i aduce cete de luptători, recrutați de pe moșiile lor. În timp de pace, ei îl asistau pe domn în administrarea țării și împărțirea dreptății.
Se pare că aristocrația cea mai veche cunoscută de feudalismul românesc a apărut înainte de formarea statelor, în perioada contactelor cu pecenegii, cumanii și tătarii, care exploatau populația locală și bogățiile naturale (pește, sare, pășuni). Boierii din țările române erau stăpâni deplini pe moșiile lor, beneficiind de scutiri fiscale. Aceste domenii boierești erau întreținute cu ajutorul țăranilor dependenți (vecini sau rumâni) sau al țăranilor așezați cu învoială (oameni liberi fără pământ). Obligațiile lor față de boieri sau mănăstiri erau dijma (a zecea parte din produse), claca (robota în Transilvania) și taxe bănești.
Alături de această țărănime aservită exista și o puternică țărănime liberă, organizată în obști sătești, ce purta diferite denumiri. Reprezentanții acestor sate libere se numeau moșneni în Țara Românească și răzeși în Moldova. Însă, în ambele țări, ca și în întregul răsărit al Europei, călătorii remarcau numărul redus al brațelor de muncă, precum și starea de nesiguranță pricinuită de războaie.

## Lumea orientală
În Orient, economia rurală păstrează caracteristicile sale anterioare. Societatea rurală era împărțită între o majoritate de țărani săraci și o minoritate de mari proprietari. Țăranul trebuia să plătească impozit statului și multe alte obligații marilor proprietari funciari. Curând, situația lor a devenit grea, ei ridicându-se la luptă, lumea orientală fiind de multe ori zguduită de aceste revolte.
Ca și în Occident, pământul rămânea sursa de hrană pentru popor. Deși sistemul de cultivare a pământului era rudimentar, s-au practicat ingenioase tehnici de irigare, ce s-au răspândit până în lumea musulmană sau în Spania; producțiile agricole au fost mai mari și prin introducerea și difuzarea de noi culturi.
Formele de viață din China, în cultura căreia se întâlnesc filosofia lui Confucius și budismul, legea milei față de săraci, au trecut apoi în Coreea și de acolo în Japonia. Aceste țări n-aveau nicio legătură cu lumea europeană.
| “                 | Când țăranii sunt... foarte scăpătați, ei își vând ogorul și coliba. Dacă este un an bun, ei își plătesc datoriile, dar recolta avia s-a încheiat că vasele de cereale sunt deja goale... Acum, orânduielile asupra pământurilor sunt foarte duielile asupra pământurilor sunt foarte încălcinate. Săracii se sprijină pe cei bogați și ajung servitori la particulari. | ” |
| — Lu Tsi, 754-824 | |   |

## Nobilimea
Spre deosebire de aristocratul roman care locuia în oraș, seniorul feudal trăia la țară. Locuința lui era o fortăreață, un castel așezat pe o înălțime și înconjurat de ziduri groase. Un șanț larg și adânc, plin cu apă rosie, îi împiedica pe dușmani să se apropie de zid. Intrarea era apărată de două turnuri între care se afla poarta. Peste șanț se putea trece pe un pod mobil. În interiorul castelului se aflau locuința seniorului și tezaurul. Puteai găsi aici, de asemenea, locuințele slugilor, magazii și grajduri pentru animale. Din secolul al XIII-lea, au apărut hornurile, ferestrele cu geamuri și lumânările de seu și de ceară. Locuințele seniorilor au devenit mai încăpătoare, mai luminoase și mai confortabile. Curtea era destul de largă pentru a permite, în caz de război, să se refugieze acolo țăranii de pe domeniu. Erau castele care puteau adăposti mai multe sate, cu vitele și cu toți locuitorii.
În Evul Mediu, pământul nu a fost numai un mijloc de existență, ci și un instrument de stăpânire. Domeniul feudal îi asigura nobilului atât putere economică, prin recolte și taxe, cât și putere politică. Dacă, la început, feudele erau acordate numai pe durata cât vasalul aducea servicii seniorului, mai târziu domeniile puteau fi lăsate ca moștenire urmașilor. Proprietarul a dobândit dreptul de a strânge dări de la țărani, de a-i judeca și aresta, drept ce înainte aparținuse statului. Unii seniori aveau dreptul chiar de a bate monedă. Trimișii regelui nu puteau călca pe moșiile lor fără învoirea proprietarului, nici măcar pentru a urmări un ucigaș. Seniorii au devenit, astfel, adevărați suverani pe moșiile lor. Suveranitatea, adică puterea supremă care aparținea statului, s-a fărâmițat în folosul nobilimii laice și al așezămintelor bisericești posesoare de feude.
Principalele ocupații ale nobililor erau războiul, serbările militare și vânătoarea. În timp de pace, se organizau adesea turniruri (întreceri cavalerești în care participanții își dovedeau măiestria în mânuirea armelor). Vânătoarea era un alt fel de exercițiu sportiv pentru nobili, dar și o sursă de trai. În alimentația oamenilor din Evul Mediu, carnea de vânat era foarte căutată. Tinerii nobili învățau cum trebuie să urmărească cerbul sau mistrețul și cum să mânuiască armele de vânătoare.

## Raporturile dintre seniori și vasali
Aceste raporturi erau determinate de datină. Vasalul era obligat să-și recunoască în mod solemn dependența de seniorul care i-a dat pământ cu drept de posesiune. El se prezenta înaintea seniorului pentru a-și depune omagiul, declarând că devine „omul lui”.
În schimbul jurământului, seniorul dădea vasalului o feudă (o bucată de pământ, un sat, o parte dintr-un sat). Depunerea omagiului și învestirea creau între senior și vasal o serie de obligații reciproce.
Vasalul se obliga să respecte persoana, familia, onoarea și averea seniorului. Aceasta era datoria de credință (fidelitatea). Vasalul trebuia să-și însoțească seniorul în război (dar nu mai mult de 60 de zile pe an). El trebuia să ia parte la consfătuirile la care îl convoca și să asiste la scaunul de judecată. Acestea erau îndatoririle de sfat. În cazul în care seniorul își înălța fiul la rangul de cavaler sau își mărita fiica sau când el însuși pornea în cruciadă, vasalul era obligat să-i dea seniorului un ajutor în bani.
La rândul său, suzeranul era dator să-și susțină vasalul contra dușmanilor acestuia, să-i facă dreptate, să-l sfătuiască la nevoie și să-i ocrontească familia în caz de moarte. Seniorul și vasalul erau legați deci printr-un adevărat contract.
Când vasalul sau suzeranul nu-și respectau obligațiile, jurământul înceta să mai fie valabil. Vasalul care-și înșela suzeranul se făcea vinovat de trădare și își pierdea feudul. Suzeranul care nu-și respecta vasalul sau abuza de drepturile sale față de acesta își pierdea drepturile asupra feudului.
În principiu, toți nobilii erau egali. Întinderea pământului și numărul vasalilor stabileau însă o ierarhizare pe care ei o recunoșteau și o exprimau în termeni preciși.

## Cavalerul
Biserica s-a străduit să folosească forța și solidaritatea nobililor, îmblânzind obiceiurile lor brutale și oferindu-le exemplul cavalerului creștin - un ideal moral de oștean al lui Hristos. Din secolul al XII-lea, în rândul cavalerilor erau admiși numai fii de nobili. După ce-și făcea ucenicia la curtea unui senior, tânărul nobil primea armele de cavaler. O rudă sau seniorul său îi încingea sabia și îi lega pintenii, apoi îi dădea o palmă după ceafă și-i spunea: „Fii viteaz!”, ca să-și aducă aminte întreaga viață de codul moral cavaleresc: obligația de a fi viteaz și loial, de a respecta în lupta cu adversarul legile onoarei (a nu ataca un adversar neînarmat), de a-și ține cuvântul și de a nu minți niciodată.
Ceremonia aceasta, laică la început, a devenit, cu timpul, un ritual religios. Biserica a intervenit mai întâi binecuvântând steagul și armele viitorului cavaler, apoi consfințind însuși actul învestituirii. În cele din urmă, întreaga ceremonie a învestirii se petrecea în fața altarului. Înainte de a fi înarmat, cavalerul era supus unor practici de purificare: post, veghe, spovedanie și împărtășanie. Apoi, preotul binecuvânta armele și spunea: „Binecuvântează, Doamne, armele robului tău ca să devină apărător al bisericilor, văduvelor, orfanilor și tuturor slujitorilor săi contra urgiei păgânilor”.
Onoarea era suprema valoare pentru un cavaler. Războiul nu era numai o meserie, era o pasiune care nu avea să dispară decât o dată cu scăderea superiorității militare, politice și economice a nobilimii feudale.

## Țăranii
Țărănimea, partea cea mai numeroasă a societății feudale, era împărțită în mai multe categorii, în funcție de statutul social și, desigur, de avere.
| Țăranii liberi | Țăranii dependenți |
| - Aveau dreptul de a părăsi moșia pe care locuiau. - Adesea, locuiau în sate (obști) libere, având conducători proprii. - Puteau lăsa moștenire averea pe care o dețineau. - Aveau obligații către stat și către Biserică: în bani - taxe și redevențe; în muncă - la construirea drumurilor sau a podurilor; aveau, precum în Țara Românească și în Moldova, datoria de a participa la oaste. - Erau nevoiti sa plateasca zeciuiala bisericească din averea pe care o aveau. | - Erau „legați de glie” (nu aveau voie să părăsească moșia pe care locuiau). - Nu se puteau căsători decât cu acordul seniorului și doar cu cineva de pe moșia acestuia. - Nu puteau transmite urmașilor pământul decât cu acordul seniorului și plătind o taxă. - Urmașii lor aveau statutul de șerbi. - Nu erau admiși ca martori în procese. - Aveau diverse obligații față de seniori. |

În fața abuzurilor și violențelor, țăranii nu aveau niciun mijloc legal de apărare. Nemulțumirea acestora, manifestată prin răscoale, a crescut în secolul al XIV-lea, în împrejurările Războiului de o sută de ani. Astfel de răscoale au izbucnit în Franța, în 1358, și în Anglia, în 1381. La începutul secolului al XV-lea, răscoalele s-au extins și în Europa centrală, apoi în Cehia (1434) și în Transilvania (Răscoala de la Bobâlna, din 1437).

## Orășenii
La începutul Evului Mediu, cele mai multe orașe depindeau de un episcop sau de un senior care avea o casă întărită în interiorul orașului. În secolul al XI-lea, în afara zidurilor cetății s-a format câte o așezare nouă („burg”), ai cărei locuitori, burghezi, cereau libertăți: de a ține o piață, de a nu mai fi șerbi. La sfârșitul secolului al XI-lea, pentru a obține aceste avantaje, în anumite orașe s-au format asociații numite comune. În cursul secolului al XII-lea, cucerirea libertăților s-a petrecut adesea pașnic. Seniorul sau episcopul îngăduia transformarea corvezilor în dări în bani și acorda privilegii pentru a atrage noi locuitori. Un document scris (charta) preciza acordul dintre cele două părți, fixa drepturile seniorului și privilegiile acordate orășenilor. Dacă seniorul refuza să acorde charta, comunele se revoltau, ceea ce ducea la apariția orașelor libere. Anumite comune foarte puternice, precum Colonia (Köln) în Germania, Pisa, Florența, Siena (în Italia) au devenit total independente.
A fi liber, a avea câte o casă sau pământ în oraș și a plăti o taxă comunei erau condițiile pentru a fi socotit orășean cu drepturi depline. Comunele erau conduse de magistrați (consuli, priori). În fruntea lor era un primar (burgermeister, mayor) care conducea ședințele consiliului. Fiecare comună avea un tribunal și o forță polițienească, veghind la respectarea regulamentelor orașului și brestelor.
Populația orașului era dominată de patricieni, adică marii negustori și fruntașii corporațiilor. Dintre aceștia erau aleși consilierii, care administrau orașul conform intereselor lor. Poporul de rând (mici meșteșugari și negustori, ucenici, calfe, lucrători) primea salarii mici pentru munca depusă. La sfârșitul secolului al XIII-lea și în secolul al XIV-lea aceștia s-au răsculat, au reclamat mărirea salariilor și împărțirea puterii. Aceste revolte erau, adesea, înăbușite cu asprime.
Meșteșugarii lucrau în ateliere mici, deschise spre stradă. Acestea erau conduse de către meșter, stăpânul atelierului, care angaja lucrători și ucenici. Meșteșugarii care practicau aceeași meserie se grupau în anumite cartiere. Meșteșugarii aparțineau, de asemenea, unei bresle (corporații). Breasla acorda ajutor membrilor în caz de nevoie, impunea regulamentul privind durata timpului de lucru, salariile, prețurile și calitatea mărfurilor.
O dată cu secolul al XI-lea, când orașele au început să se mărească, micii negustori plecau la sate pentru a schimba produsele meșteșugărești și a cumpăra lână, hrană și lemnele necesare orășenilor. Puțin câte puțin, negustorii au căpătat o poziție tot mai importantă în orașe. Ei furnizau materia primă, fixând comenzile și prețul produselor.
Pe măsură ce drumurile au devenit mai sigure și au fost inventate noi mijloace de circulație a banilor, activitatea negustorilor s-a dezvoltat. Mijloacele de plată s-au îmbunătățit datorită argintului extras din minele din Boemia, baterii unor monede din aur și apariției cecurilor. Negustorii se grupau și ei în asociații, numite hanse. Cea mai puternică era Hansa germanică, formată de negustorii din regiunea Mării Baltice, în secolul al XII-lea.

## Statutul românilor din Transilvania
După cucerirea Transilvaniei de către maghiari, s-au  găsit față în față nu două neamuri, ci două clase sociale: nobilii și țăranii. Nobilimea românească din Ardeal, încetul cu încetul, s-a maghiarizat, trecând la catolicism, sau a coborât în rândul țăranilor, dar în secolul al XVI-lea ea exista încă sub denumirea dată de maghiari de "nemeși". Nobilii români, ca și cei maghiari, aveau dreptul de a-i judeca pe țăranii supuși și de a merge călare la război.
Începând cu secolul al XIV-lea, nobilimea românească din Ardeal , printr-un lung șir de deposedări și nesocotiri ale statutului ei, a început să decadă. Cauza dispariției ei a costat în primul rând în religia ortodoxă a românilor. Regalitatea maghiară nu recunoștea titlul de nobil decât catolicilor, iar ceilalți erau reduși la starea de iobăgie.
Țărănimea din Transilvania se bucura și ea de oarecare privilegii la începutul stăpânirii maghiare. Dar drepturile românilor nu erau drepturi scrise, pentru că ele nu proveneau de la regii unguri, ci erau mai vechi decât stăpânirea maghiară. Din această cauză, drepturile țăranilor români au fost încălcate și, treptat, crescând puterea clasei nobiliare, ei au devenit iobagi, șerbi sau jeleri.
Prin „dreptul românilor”, populația românească avea privilegiul de a-și alege conducătorii - cnejii de sat sau de vale și voievozii de sate. Aceștia îi reprezentau în fața stăpânirii. Românii aveau dreptul de a-și alege judecătorii și de a strânge birul printr-unul dintre ai lor. La nivel local, instituțiile românești autonome administrau, împărțeau dreptatea, vegheau la plata dărilor, dar adresau plângerile lor către voievod sau chiar către rege. În Hațeg, Hunedoara și Maramureș s-au păstrat până târziu adunările nobililor români. Scăderea numerică a acestei categorii sociale a fost compensată de noi înnobilări în vremea luptelor cu turcii, mai ales în secolele XVII-XVIII, ajungând la peste 12.000 de familii.
Românii din Transilvania au fost sub mai multe administrații. Administrația regalității maghiare, de la începutul secolului al XII-lea, cu o primă dovadă a stăpânirii, Comitatul de Bihor, fondat în 1111. Până în 1176, regalitatea maghiară a încercat să își impună propriul sistem de guvernare în Transilvania, principatul , dar nu a reușit. Ca atare, în 1176, la conducerea Transilvaniei se instalează un voievod (specific românilor), voievodul Leustachiu (Leustachius).
După înfrângerea de la Mohacs, din 1526, Ungaria va avea parte de o decădere, culminând cu desființarea regatului maghiar. Din 1544, Transilvania devine principat autonom în cadrul Imperiului Otoman. Urmează o perioadă în care conducerea internă a Transilvaniei va avea fluctuații mari, culminând cu Unirea din 1600, reușită de domnitorul român Mihai Viteazul. Această unire a rezistat însă numai un an.
După ce de-al doilea asediu otoman al Vienei, respins de forțele combinate austriece-polone, Imperiul Otoman va intra în perioada de decădere a sa, culminând cu transformarea lui în republică, după Primul Război Mondial. Astfel, în Europa se accentua domnia unui nou imperiu, Imperiul Habsburgic. Expansiunea acestuia a ajuns în 1699, la porțile Transilvaniei. Drept rezultat, Transilvania și-a schimbat încă o dată cârmuitorii, devenind principat în cadrul Imperiului Habsburgic.